# Bjørn Grimnes
Bjørn Grimnes (ur. 24 września 1950 w Kongsbergu) – norweski lekkoatleta specjalizujący się w rzucie oszczepem
Piąty zawodnik igrzysk olimpijskich w Monachium (1972) – uzyskał wynik 83,08 m. Cztery lata później w Montrealu zajął 14. miejsce w olimpijskim konkursie. Mistrz Norwegii w latach 1972, 1973 oraz 1978. Rekord życiowy: 88,32 m (28 czerwca 1978, Helsinki) 